# Біцзе
Біцзе (кит. спр. 毕节市, піньїнь: Bìjié Shì) — місто-округ в південнокитайській провінції Гуйчжоу.
10 листопада 2011 року колишня префектура Біцзе (毕节地区) була перетворена на місто префектурного рівня, а колишнє повітове місто Біцзе було перейменоване на район Цісінгуань.

## Географія
Біцзе розташовується у західній, гірській частині провінції.

### Клімат
Місто знаходиться у зоні, котра характеризується океанічним кліматом субтропічних нагір'їв. Найтепліший місяць — липень із середньою температурою 22.8 °C (73 °F). Найхолодніший місяць — січень, із середньою температурою 2.8 °С (37 °F).
| Клімат Біцзе            | Клімат Біцзе | Клімат Біцзе | Клімат Біцзе | Клімат Біцзе | Клімат Біцзе | Клімат Біцзе | Клімат Біцзе | Клімат Біцзе | Клімат Біцзе | Клімат Біцзе | Клімат Біцзе | Клімат Біцзе | Клімат Біцзе |
| Показник                | Січ.         | Лют.         | Бер.         | Квіт.        | Трав.        | Черв.        | Лип.         | Серп.        | Вер.         | Жовт.        | Лист.        | Груд.        | Рік          |
| Абсолютний максимум, °C | 21           | 25           | 30           | 32           | 32           | 32           | 32           | 32           | 32           | 27           | 23           | 23           | 32           |
| Середній максимум, °C   | 6            | 7            | 16           | 20           | 22           | 24           | 27           | 27           | 23           | 16           | 13           | 9            | 17           |
| Середня температура, °C | 3            | 4            | 11           | 15           | 17           | 19           | 22           | 21           | 18           | 13           | 9            | 5            | 13           |
| Середній мінімум, °C    | 0            | 1            | 6            | 10           | 13           | 15           | 18           | 16           | 14           | 10           | 6            | 2            | 9            |
| Абсолютний мінімум, °C  | −7           | −5           | −6           | 0            | 3            | 8            | 12           | 12           | 7            | 0            | −3           | −6           | −7           |
| Норма опадів, мм        | 10           | 10           | 20           | 60           | 100          | 170          | 170          | 120          | 100          | 60           | 10           | 10           | 890          |
| Днів з дощем            | 14           | 13           | 12           | 12           | 16           | 17           | 16           | 15           | 14           | 16           | 11           | 12           | 173          |
| Вологість повітря, %    | 81           | 84           | 77           | 75           | 77           | 79           | 78           | 78           | 78           | 85           | 84           | 85           | 80           |
| ----------------------- | ------------ | ------------ | ------------ | ------------ | ------------ | ------------ | ------------ | ------------ | ------------ | ------------ | ------------ | ------------ | ------------ |
| Джерело: Weatherbase    |              |              |              |              |              |              |              |              |              |              |              |              |              |

## Адміністративний поділ
Префектура поділяється на 1 райони та 6 повітів (один з них є автономним):
| Карта                                                                         | Карта             | Карта                  | Карта            |
| ----------------------------------------------------------------------------- | ----------------- | ---------------------- | ---------------- |
| Вейнін-Ї- · Хуей-Мяо Хечжан Наюн Чжицзінь ① Дафан Цяньсі Цзіньша ① Цісінґуань |                   |                        |                  |
| Статус                                                                        | Назва             | Оригінал               | Населення (2020) |
| Район                                                                         | Цісінгуань        | 七星关区               | 1 305 066        |
| Повіт                                                                         | Дафан             | 大方县                 | 857 578          |
| Повіт                                                                         | Наюн              | 纳雍县                 | 716 703          |
| Повіт                                                                         | Хечжан            | 赫章县                 | 648 471          |
| Повіт                                                                         | Цзіньша           | 金沙县                 | 544 033          |
| Повіт                                                                         | Цяньсі            | 黔西县                 | 732 008          |
| Повіт                                                                         | Чжицзінь          | 织金县                 | 815 661          |
| Автономний повіт                                                              | Вейнін-Ї-Хуей-Мяо | 威宁彝族回族苗族自治县 | 1 280 116        |